# Aralazhdarcho
Aralazhdarcho is een geslacht van pterosauriërs, behorend tot de groep van de Pterodactyloidea, dat tijdens het Laat-Krijt leefde in het gebied van het huidige Kazachstan. De enige benoemde soort is Aralazhdarcho bostobensis.

## Vondst en naamgeving
De soort is in 2007 benoemd door Alexandr Averianov. In 2004 had al een beschrijving van het holotype plaatsgevonden. De geslachtsnaam verwijst naar het Aralmeer en het verwante geslacht Azhdarcho. De soortaanduiding verwijst naar de herkomst uit de Bostobeformatie.
Verschillende fossielen van de soort zijn in het begin van de 21e eeuw opgegraven in de Bostobeformatie bij Sjach-Sjach in een laag uit het Santonien-Campanien, ongeveer 84 à 83 miljoen jaar oud. Het holotype, ZIN PH, no. 9/43, bestaat uit het voorste deel van de vijfde of zesde halswervel. Verder zijn als paratypen toegeschreven: een jukbeen, een tandeloos kaakfragment, delen van wervels, het onderste uiteinde van een schouderblad, het bovenste uiteinde van een linker tweede vingerkootje van de vleugelvinger en het bovenste eind van een linkerdijbeen waarvan de kop echter is afgebroken.
Samrukia is een mogelijk jonger synoniem.

## Beschrijving
Een uniek kenmerk, autapomorfie, is dat op de wervel de pneumatische openingen aan de voorste basis van het doornuitsteeksel gereduceerd zijn tot ondiepe groeven.

## Fylogenie
Aralazhdarcho is, gezien het ontbreken van de tanden en de datering, geplaatst in de Azhdarchidae. Averianov veronderstelt dat het een meer zuidelijke vorm vertegenwoordigt ten opzichte van de in dezelfde tijd meer noordelijk voorkomende azhdarchide Bogolubovia.
Een mogelijke stamboom toont het volgende kladogram.
|  | Eurazhdarcho langendorfensis |
|  | |
|  | \| \| Phosphatodraco mauritanicus \| \| \| \| \| \| Wellnhopterus brevirostris \| \| \| \| \| \| Aralazhdarcho bostobensis \| \| \| \| |
|  | |
|  | Phosphatodraco mauritanicus |
|  | |
|  | Wellnhopterus brevirostris |
|  | |
|  | Aralazhdarcho bostobensis |
|  | |

|  | Phosphatodraco mauritanicus |
|  |                             |
|  | Wellnhopterus brevirostris  |
|  |                             |
|  | Aralazhdarcho bostobensis   |
|  |                             |

|  | Hatzegopteryx thambema |
|  |                        |
|  | Albadraco tharmisensis |
|  |                        |

|  | Quetzalcoatlus northropi        |
|  |                                 |
|  | Quetzalcoatlus lawsoni          |
|  |                                 |
|  | Quetzalcoatlus sp. (FSAC-OB 14) |
|  |                                 |

|  | Mistralazhdarcho maggii      |
|  |                              |
|  | Aerotitan sudamericanus      |
|  |                              |
|  | Arambourgiania philadelphiae |
|  |                              |

|  | Quetzalcoatlus northropi        |
|  |                                 |
|  | Quetzalcoatlus lawsoni          |
|  |                                 |
|  | Quetzalcoatlus sp. (FSAC-OB 14) |
|  |                                 |

|  | Mistralazhdarcho maggii      |
|  |                              |
|  | Aerotitan sudamericanus      |
|  |                              |
|  | Arambourgiania philadelphiae |
|  |                              |

|  | Hatzegopteryx thambema |
|  |                        |
|  | Albadraco tharmisensis |
|  |                        |

|  | Quetzalcoatlus northropi        |
|  |                                 |
|  | Quetzalcoatlus lawsoni          |
|  |                                 |
|  | Quetzalcoatlus sp. (FSAC-OB 14) |
|  |                                 |

|  | Mistralazhdarcho maggii      |
|  |                              |
|  | Aerotitan sudamericanus      |
|  |                              |
|  | Arambourgiania philadelphiae |
|  |                              |

|  | Quetzalcoatlus northropi        |
|  |                                 |
|  | Quetzalcoatlus lawsoni          |
|  |                                 |
|  | Quetzalcoatlus sp. (FSAC-OB 14) |
|  |                                 |

|  | Mistralazhdarcho maggii      |
|  |                              |
|  | Aerotitan sudamericanus      |
|  |                              |
|  | Arambourgiania philadelphiae |
|  |                              |

|  | Hatzegopteryx thambema |
|  |                        |
|  | Albadraco tharmisensis |
|  |                        |

|  | Quetzalcoatlus northropi        |
|  |                                 |
|  | Quetzalcoatlus lawsoni          |
|  |                                 |
|  | Quetzalcoatlus sp. (FSAC-OB 14) |
|  |                                 |

|  | Mistralazhdarcho maggii      |
|  |                              |
|  | Aerotitan sudamericanus      |
|  |                              |
|  | Arambourgiania philadelphiae |
|  |                              |

|  | Quetzalcoatlus northropi        |
|  |                                 |
|  | Quetzalcoatlus lawsoni          |
|  |                                 |
|  | Quetzalcoatlus sp. (FSAC-OB 14) |
|  |                                 |

|  | Mistralazhdarcho maggii      |
|  |                              |
|  | Aerotitan sudamericanus      |
|  |                              |
|  | Arambourgiania philadelphiae |
|  |                              |

|  | Hatzegopteryx thambema |
|  |                        |
|  | Albadraco tharmisensis |
|  |                        |

|  | Quetzalcoatlus northropi        |
|  |                                 |
|  | Quetzalcoatlus lawsoni          |
|  |                                 |
|  | Quetzalcoatlus sp. (FSAC-OB 14) |
|  |                                 |

|  | Mistralazhdarcho maggii      |
|  |                              |
|  | Aerotitan sudamericanus      |
|  |                              |
|  | Arambourgiania philadelphiae |
|  |                              |

|  | Quetzalcoatlus northropi        |
|  |                                 |
|  | Quetzalcoatlus lawsoni          |
|  |                                 |
|  | Quetzalcoatlus sp. (FSAC-OB 14) |
|  |                                 |

|  | Mistralazhdarcho maggii      |
|  |                              |
|  | Aerotitan sudamericanus      |
|  |                              |
|  | Arambourgiania philadelphiae |
|  |                              |

|  | Hatzegopteryx thambema |
|  |                        |
|  | Albadraco tharmisensis |
|  |                        |

|  | Quetzalcoatlus northropi        |
|  |                                 |
|  | Quetzalcoatlus lawsoni          |
|  |                                 |
|  | Quetzalcoatlus sp. (FSAC-OB 14) |
|  |                                 |

|  | Mistralazhdarcho maggii      |
|  |                              |
|  | Aerotitan sudamericanus      |
|  |                              |
|  | Arambourgiania philadelphiae |
|  |                              |

|  | Quetzalcoatlus northropi        |
|  |                                 |
|  | Quetzalcoatlus lawsoni          |
|  |                                 |
|  | Quetzalcoatlus sp. (FSAC-OB 14) |
|  |                                 |

|  | Mistralazhdarcho maggii      |
|  |                              |
|  | Aerotitan sudamericanus      |
|  |                              |
|  | Arambourgiania philadelphiae |
|  |                              |

|  | Hatzegopteryx thambema |
|  |                        |
|  | Albadraco tharmisensis |
|  |                        |

|  | Quetzalcoatlus northropi        |
|  |                                 |
|  | Quetzalcoatlus lawsoni          |
|  |                                 |
|  | Quetzalcoatlus sp. (FSAC-OB 14) |
|  |                                 |

|  | Mistralazhdarcho maggii      |
|  |                              |
|  | Aerotitan sudamericanus      |
|  |                              |
|  | Arambourgiania philadelphiae |
|  |                              |

|  | Quetzalcoatlus northropi        |
|  |                                 |
|  | Quetzalcoatlus lawsoni          |
|  |                                 |
|  | Quetzalcoatlus sp. (FSAC-OB 14) |
|  |                                 |

|  | Mistralazhdarcho maggii      |
|  |                              |
|  | Aerotitan sudamericanus      |
|  |                              |
|  | Arambourgiania philadelphiae |
|  |                              |

|  | Hatzegopteryx thambema |
|  |                        |
|  | Albadraco tharmisensis |
|  |                        |

|  | Quetzalcoatlus northropi        |
|  |                                 |
|  | Quetzalcoatlus lawsoni          |
|  |                                 |
|  | Quetzalcoatlus sp. (FSAC-OB 14) |
|  |                                 |

|  | Mistralazhdarcho maggii      |
|  |                              |
|  | Aerotitan sudamericanus      |
|  |                              |
|  | Arambourgiania philadelphiae |
|  |                              |

|  | Quetzalcoatlus northropi        |
|  |                                 |
|  | Quetzalcoatlus lawsoni          |
|  |                                 |
|  | Quetzalcoatlus sp. (FSAC-OB 14) |
|  |                                 |

|  | Mistralazhdarcho maggii      |
|  |                              |
|  | Aerotitan sudamericanus      |
|  |                              |
|  | Arambourgiania philadelphiae |
|  |                              |

|  | Hatzegopteryx thambema |
|  |                        |
|  | Albadraco tharmisensis |
|  |                        |

|  | Quetzalcoatlus northropi        |
|  |                                 |
|  | Quetzalcoatlus lawsoni          |
|  |                                 |
|  | Quetzalcoatlus sp. (FSAC-OB 14) |
|  |                                 |

|  | Mistralazhdarcho maggii      |
|  |                              |
|  | Aerotitan sudamericanus      |
|  |                              |
|  | Arambourgiania philadelphiae |
|  |                              |

|  | Quetzalcoatlus northropi        |
|  |                                 |
|  | Quetzalcoatlus lawsoni          |
|  |                                 |
|  | Quetzalcoatlus sp. (FSAC-OB 14) |
|  |                                 |

|  | Mistralazhdarcho maggii      |
|  |                              |
|  | Aerotitan sudamericanus      |
|  |                              |
|  | Arambourgiania philadelphiae |
|  |                              |

|  | Hatzegopteryx thambema |
|  |                        |
|  | Albadraco tharmisensis |
|  |                        |

|  | Quetzalcoatlus northropi        |
|  |                                 |
|  | Quetzalcoatlus lawsoni          |
|  |                                 |
|  | Quetzalcoatlus sp. (FSAC-OB 14) |
|  |                                 |

|  | Mistralazhdarcho maggii      |
|  |                              |
|  | Aerotitan sudamericanus      |
|  |                              |
|  | Arambourgiania philadelphiae |
|  |                              |

|  | Quetzalcoatlus northropi        |
|  |                                 |
|  | Quetzalcoatlus lawsoni          |
|  |                                 |
|  | Quetzalcoatlus sp. (FSAC-OB 14) |
|  |                                 |

|  | Mistralazhdarcho maggii      |
|  |                              |
|  | Aerotitan sudamericanus      |
|  |                              |
|  | Arambourgiania philadelphiae |
|  |                              |

|  | Hatzegopteryx thambema |
|  |                        |
|  | Albadraco tharmisensis |
|  |                        |

|  | Quetzalcoatlus northropi        |
|  |                                 |
|  | Quetzalcoatlus lawsoni          |
|  |                                 |
|  | Quetzalcoatlus sp. (FSAC-OB 14) |
|  |                                 |

|  | Mistralazhdarcho maggii      |
|  |                              |
|  | Aerotitan sudamericanus      |
|  |                              |
|  | Arambourgiania philadelphiae |
|  |                              |

|  | Quetzalcoatlus northropi        |
|  |                                 |
|  | Quetzalcoatlus lawsoni          |
|  |                                 |
|  | Quetzalcoatlus sp. (FSAC-OB 14) |
|  |                                 |

|  | Mistralazhdarcho maggii      |
|  |                              |
|  | Aerotitan sudamericanus      |
|  |                              |
|  | Arambourgiania philadelphiae |
|  |                              |

|  | Hatzegopteryx thambema |
|  |                        |
|  | Albadraco tharmisensis |
|  |                        |

|  | Quetzalcoatlus northropi        |
|  |                                 |
|  | Quetzalcoatlus lawsoni          |
|  |                                 |
|  | Quetzalcoatlus sp. (FSAC-OB 14) |
|  |                                 |

|  | Mistralazhdarcho maggii      |
|  |                              |
|  | Aerotitan sudamericanus      |
|  |                              |
|  | Arambourgiania philadelphiae |
|  |                              |

|  | Quetzalcoatlus northropi        |
|  |                                 |
|  | Quetzalcoatlus lawsoni          |
|  |                                 |
|  | Quetzalcoatlus sp. (FSAC-OB 14) |
|  |                                 |

|  | Mistralazhdarcho maggii      |
|  |                              |
|  | Aerotitan sudamericanus      |
|  |                              |
|  | Arambourgiania philadelphiae |
|  |                              |

|  | Hatzegopteryx thambema |
|  |                        |
|  | Albadraco tharmisensis |
|  |                        |

|  | Quetzalcoatlus northropi        |
|  |                                 |
|  | Quetzalcoatlus lawsoni          |
|  |                                 |
|  | Quetzalcoatlus sp. (FSAC-OB 14) |
|  |                                 |

|  | Mistralazhdarcho maggii      |
|  |                              |
|  | Aerotitan sudamericanus      |
|  |                              |
|  | Arambourgiania philadelphiae |
|  |                              |

|  | Quetzalcoatlus northropi        |
|  |                                 |
|  | Quetzalcoatlus lawsoni          |
|  |                                 |
|  | Quetzalcoatlus sp. (FSAC-OB 14) |
|  |                                 |

|  | Mistralazhdarcho maggii      |
|  |                              |
|  | Aerotitan sudamericanus      |
|  |                              |
|  | Arambourgiania philadelphiae |
|  |                              |

|  | Hatzegopteryx thambema |
|  |                        |
|  | Albadraco tharmisensis |
|  |                        |

|  | Quetzalcoatlus northropi        |
|  |                                 |
|  | Quetzalcoatlus lawsoni          |
|  |                                 |
|  | Quetzalcoatlus sp. (FSAC-OB 14) |
|  |                                 |

|  | Mistralazhdarcho maggii      |
|  |                              |
|  | Aerotitan sudamericanus      |
|  |                              |
|  | Arambourgiania philadelphiae |
|  |                              |

|  | Quetzalcoatlus northropi        |
|  |                                 |
|  | Quetzalcoatlus lawsoni          |
|  |                                 |
|  | Quetzalcoatlus sp. (FSAC-OB 14) |
|  |                                 |

|  | Mistralazhdarcho maggii      |
|  |                              |
|  | Aerotitan sudamericanus      |
|  |                              |
|  | Arambourgiania philadelphiae |
|  |                              |

|  | Hatzegopteryx thambema |
|  |                        |
|  | Albadraco tharmisensis |
|  |                        |

|  | Quetzalcoatlus northropi        |
|  |                                 |
|  | Quetzalcoatlus lawsoni          |
|  |                                 |
|  | Quetzalcoatlus sp. (FSAC-OB 14) |
|  |                                 |

|  | Mistralazhdarcho maggii      |
|  |                              |
|  | Aerotitan sudamericanus      |
|  |                              |
|  | Arambourgiania philadelphiae |
|  |                              |

|  | Quetzalcoatlus northropi        |
|  |                                 |
|  | Quetzalcoatlus lawsoni          |
|  |                                 |
|  | Quetzalcoatlus sp. (FSAC-OB 14) |
|  |                                 |

|  | Mistralazhdarcho maggii      |
|  |                              |
|  | Aerotitan sudamericanus      |
|  |                              |
|  | Arambourgiania philadelphiae |
|  |                              |

|  | Hatzegopteryx thambema |
|  |                        |
|  | Albadraco tharmisensis |
|  |                        |

|  | Quetzalcoatlus northropi        |
|  |                                 |
|  | Quetzalcoatlus lawsoni          |
|  |                                 |
|  | Quetzalcoatlus sp. (FSAC-OB 14) |
|  |                                 |

|  | Mistralazhdarcho maggii      |
|  |                              |
|  | Aerotitan sudamericanus      |
|  |                              |
|  | Arambourgiania philadelphiae |
|  |                              |

|  | Quetzalcoatlus northropi        |
|  |                                 |
|  | Quetzalcoatlus lawsoni          |
|  |                                 |
|  | Quetzalcoatlus sp. (FSAC-OB 14) |
|  |                                 |

|  | Mistralazhdarcho maggii      |
|  |                              |
|  | Aerotitan sudamericanus      |
|  |                              |
|  | Arambourgiania philadelphiae |
|  |                              |

|  | Hatzegopteryx thambema |
|  |                        |
|  | Albadraco tharmisensis |
|  |                        |

|  | Quetzalcoatlus northropi        |
|  |                                 |
|  | Quetzalcoatlus lawsoni          |
|  |                                 |
|  | Quetzalcoatlus sp. (FSAC-OB 14) |
|  |                                 |

|  | Mistralazhdarcho maggii      |
|  |                              |
|  | Aerotitan sudamericanus      |
|  |                              |
|  | Arambourgiania philadelphiae |
|  |                              |

|  | Quetzalcoatlus northropi        |
|  |                                 |
|  | Quetzalcoatlus lawsoni          |
|  |                                 |
|  | Quetzalcoatlus sp. (FSAC-OB 14) |
|  |                                 |

|  | Mistralazhdarcho maggii      |
|  |                              |
|  | Aerotitan sudamericanus      |
|  |                              |
|  | Arambourgiania philadelphiae |
|  |                              |

|  | Eurazhdarcho langendorfensis |
|  | |
|  | \| \| Phosphatodraco mauritanicus \| \| \| \| \| \| Wellnhopterus brevirostris \| \| \| \| \| \| Aralazhdarcho bostobensis \| \| \| \| |
|  | |
|  | Phosphatodraco mauritanicus |
|  | |
|  | Wellnhopterus brevirostris |
|  | |
|  | Aralazhdarcho bostobensis |
|  | |

|  | Phosphatodraco mauritanicus |
|  |                             |
|  | Wellnhopterus brevirostris  |
|  |                             |
|  | Aralazhdarcho bostobensis   |
|  |                             |

|  | Hatzegopteryx thambema |
|  |                        |
|  | Albadraco tharmisensis |
|  |                        |

|  | Quetzalcoatlus northropi        |
|  |                                 |
|  | Quetzalcoatlus lawsoni          |
|  |                                 |
|  | Quetzalcoatlus sp. (FSAC-OB 14) |
|  |                                 |

|  | Mistralazhdarcho maggii      |
|  |                              |
|  | Aerotitan sudamericanus      |
|  |                              |
|  | Arambourgiania philadelphiae |
|  |                              |

|  | Quetzalcoatlus northropi        |
|  |                                 |
|  | Quetzalcoatlus lawsoni          |
|  |                                 |
|  | Quetzalcoatlus sp. (FSAC-OB 14) |
|  |                                 |

|  | Mistralazhdarcho maggii      |
|  |                              |
|  | Aerotitan sudamericanus      |
|  |                              |
|  | Arambourgiania philadelphiae |
|  |                              |

|  | Hatzegopteryx thambema |
|  |                        |
|  | Albadraco tharmisensis |
|  |                        |

|  | Quetzalcoatlus northropi        |
|  |                                 |
|  | Quetzalcoatlus lawsoni          |
|  |                                 |
|  | Quetzalcoatlus sp. (FSAC-OB 14) |
|  |                                 |

|  | Mistralazhdarcho maggii      |
|  |                              |
|  | Aerotitan sudamericanus      |
|  |                              |
|  | Arambourgiania philadelphiae |
|  |                              |

|  | Quetzalcoatlus northropi        |
|  |                                 |
|  | Quetzalcoatlus lawsoni          |
|  |                                 |
|  | Quetzalcoatlus sp. (FSAC-OB 14) |
|  |                                 |

|  | Mistralazhdarcho maggii      |
|  |                              |
|  | Aerotitan sudamericanus      |
|  |                              |
|  | Arambourgiania philadelphiae |
|  |                              |

|  | Hatzegopteryx thambema |
|  |                        |
|  | Albadraco tharmisensis |
|  |                        |

|  | Quetzalcoatlus northropi        |
|  |                                 |
|  | Quetzalcoatlus lawsoni          |
|  |                                 |
|  | Quetzalcoatlus sp. (FSAC-OB 14) |
|  |                                 |

|  | Mistralazhdarcho maggii      |
|  |                              |
|  | Aerotitan sudamericanus      |
|  |                              |
|  | Arambourgiania philadelphiae |
|  |                              |

|  | Quetzalcoatlus northropi        |
|  |                                 |
|  | Quetzalcoatlus lawsoni          |
|  |                                 |
|  | Quetzalcoatlus sp. (FSAC-OB 14) |
|  |                                 |

|  | Mistralazhdarcho maggii      |
|  |                              |
|  | Aerotitan sudamericanus      |
|  |                              |
|  | Arambourgiania philadelphiae |
|  |                              |

|  | Hatzegopteryx thambema |
|  |                        |
|  | Albadraco tharmisensis |
|  |                        |

|  | Quetzalcoatlus northropi        |
|  |                                 |
|  | Quetzalcoatlus lawsoni          |
|  |                                 |
|  | Quetzalcoatlus sp. (FSAC-OB 14) |
|  |                                 |

|  | Mistralazhdarcho maggii      |
|  |                              |
|  | Aerotitan sudamericanus      |
|  |                              |
|  | Arambourgiania philadelphiae |
|  |                              |

|  | Quetzalcoatlus northropi        |
|  |                                 |
|  | Quetzalcoatlus lawsoni          |
|  |                                 |
|  | Quetzalcoatlus sp. (FSAC-OB 14) |
|  |                                 |

|  | Mistralazhdarcho maggii      |
|  |                              |
|  | Aerotitan sudamericanus      |
|  |                              |
|  | Arambourgiania philadelphiae |
|  |                              |

|  | Hatzegopteryx thambema |
|  |                        |
|  | Albadraco tharmisensis |
|  |                        |

|  | Quetzalcoatlus northropi        |
|  |                                 |
|  | Quetzalcoatlus lawsoni          |
|  |                                 |
|  | Quetzalcoatlus sp. (FSAC-OB 14) |
|  |                                 |

|  | Mistralazhdarcho maggii      |
|  |                              |
|  | Aerotitan sudamericanus      |
|  |                              |
|  | Arambourgiania philadelphiae |
|  |                              |

|  | Quetzalcoatlus northropi        |
|  |                                 |
|  | Quetzalcoatlus lawsoni          |
|  |                                 |
|  | Quetzalcoatlus sp. (FSAC-OB 14) |
|  |                                 |

|  | Mistralazhdarcho maggii      |
|  |                              |
|  | Aerotitan sudamericanus      |
|  |                              |
|  | Arambourgiania philadelphiae |
|  |                              |

|  | Hatzegopteryx thambema |
|  |                        |
|  | Albadraco tharmisensis |
|  |                        |

|  | Quetzalcoatlus northropi        |
|  |                                 |
|  | Quetzalcoatlus lawsoni          |
|  |                                 |
|  | Quetzalcoatlus sp. (FSAC-OB 14) |
|  |                                 |

|  | Mistralazhdarcho maggii      |
|  |                              |
|  | Aerotitan sudamericanus      |
|  |                              |
|  | Arambourgiania philadelphiae |
|  |                              |

|  | Quetzalcoatlus northropi        |
|  |                                 |
|  | Quetzalcoatlus lawsoni          |
|  |                                 |
|  | Quetzalcoatlus sp. (FSAC-OB 14) |
|  |                                 |

|  | Mistralazhdarcho maggii      |
|  |                              |
|  | Aerotitan sudamericanus      |
|  |                              |
|  | Arambourgiania philadelphiae |
|  |                              |

|  | Hatzegopteryx thambema |
|  |                        |
|  | Albadraco tharmisensis |
|  |                        |

|  | Quetzalcoatlus northropi        |
|  |                                 |
|  | Quetzalcoatlus lawsoni          |
|  |                                 |
|  | Quetzalcoatlus sp. (FSAC-OB 14) |
|  |                                 |

|  | Mistralazhdarcho maggii      |
|  |                              |
|  | Aerotitan sudamericanus      |
|  |                              |
|  | Arambourgiania philadelphiae |
|  |                              |

|  | Quetzalcoatlus northropi        |
|  |                                 |
|  | Quetzalcoatlus lawsoni          |
|  |                                 |
|  | Quetzalcoatlus sp. (FSAC-OB 14) |
|  |                                 |

|  | Mistralazhdarcho maggii      |
|  |                              |
|  | Aerotitan sudamericanus      |
|  |                              |
|  | Arambourgiania philadelphiae |
|  |                              |

|  | Hatzegopteryx thambema |
|  |                        |
|  | Albadraco tharmisensis |
|  |                        |

|  | Quetzalcoatlus northropi        |
|  |                                 |
|  | Quetzalcoatlus lawsoni          |
|  |                                 |
|  | Quetzalcoatlus sp. (FSAC-OB 14) |
|  |                                 |

|  | Mistralazhdarcho maggii      |
|  |                              |
|  | Aerotitan sudamericanus      |
|  |                              |
|  | Arambourgiania philadelphiae |
|  |                              |

|  | Quetzalcoatlus northropi        |
|  |                                 |
|  | Quetzalcoatlus lawsoni          |
|  |                                 |
|  | Quetzalcoatlus sp. (FSAC-OB 14) |
|  |                                 |

|  | Mistralazhdarcho maggii      |
|  |                              |
|  | Aerotitan sudamericanus      |
|  |                              |
|  | Arambourgiania philadelphiae |
|  |                              |

|  | Hatzegopteryx thambema |
|  |                        |
|  | Albadraco tharmisensis |
|  |                        |

|  | Quetzalcoatlus northropi        |
|  |                                 |
|  | Quetzalcoatlus lawsoni          |
|  |                                 |
|  | Quetzalcoatlus sp. (FSAC-OB 14) |
|  |                                 |

|  | Mistralazhdarcho maggii      |
|  |                              |
|  | Aerotitan sudamericanus      |
|  |                              |
|  | Arambourgiania philadelphiae |
|  |                              |

|  | Quetzalcoatlus northropi        |
|  |                                 |
|  | Quetzalcoatlus lawsoni          |
|  |                                 |
|  | Quetzalcoatlus sp. (FSAC-OB 14) |
|  |                                 |

|  | Mistralazhdarcho maggii      |
|  |                              |
|  | Aerotitan sudamericanus      |
|  |                              |
|  | Arambourgiania philadelphiae |
|  |                              |

|  | Hatzegopteryx thambema |
|  |                        |
|  | Albadraco tharmisensis |
|  |                        |

|  | Quetzalcoatlus northropi        |
|  |                                 |
|  | Quetzalcoatlus lawsoni          |
|  |                                 |
|  | Quetzalcoatlus sp. (FSAC-OB 14) |
|  |                                 |

|  | Mistralazhdarcho maggii      |
|  |                              |
|  | Aerotitan sudamericanus      |
|  |                              |
|  | Arambourgiania philadelphiae |
|  |                              |

|  | Quetzalcoatlus northropi        |
|  |                                 |
|  | Quetzalcoatlus lawsoni          |
|  |                                 |
|  | Quetzalcoatlus sp. (FSAC-OB 14) |
|  |                                 |

|  | Mistralazhdarcho maggii      |
|  |                              |
|  | Aerotitan sudamericanus      |
|  |                              |
|  | Arambourgiania philadelphiae |
|  |                              |

|  | Hatzegopteryx thambema |
|  |                        |
|  | Albadraco tharmisensis |
|  |                        |

|  | Quetzalcoatlus northropi        |
|  |                                 |
|  | Quetzalcoatlus lawsoni          |
|  |                                 |
|  | Quetzalcoatlus sp. (FSAC-OB 14) |
|  |                                 |

|  | Mistralazhdarcho maggii      |
|  |                              |
|  | Aerotitan sudamericanus      |
|  |                              |
|  | Arambourgiania philadelphiae |
|  |                              |

|  | Quetzalcoatlus northropi        |
|  |                                 |
|  | Quetzalcoatlus lawsoni          |
|  |                                 |
|  | Quetzalcoatlus sp. (FSAC-OB 14) |
|  |                                 |

|  | Mistralazhdarcho maggii      |
|  |                              |
|  | Aerotitan sudamericanus      |
|  |                              |
|  | Arambourgiania philadelphiae |
|  |                              |

|  | Hatzegopteryx thambema |
|  |                        |
|  | Albadraco tharmisensis |
|  |                        |

|  | Quetzalcoatlus northropi        |
|  |                                 |
|  | Quetzalcoatlus lawsoni          |
|  |                                 |
|  | Quetzalcoatlus sp. (FSAC-OB 14) |
|  |                                 |

|  | Mistralazhdarcho maggii      |
|  |                              |
|  | Aerotitan sudamericanus      |
|  |                              |
|  | Arambourgiania philadelphiae |
|  |                              |

|  | Quetzalcoatlus northropi        |
|  |                                 |
|  | Quetzalcoatlus lawsoni          |
|  |                                 |
|  | Quetzalcoatlus sp. (FSAC-OB 14) |
|  |                                 |

|  | Mistralazhdarcho maggii      |
|  |                              |
|  | Aerotitan sudamericanus      |
|  |                              |
|  | Arambourgiania philadelphiae |
|  |                              |

|  | Hatzegopteryx thambema |
|  |                        |
|  | Albadraco tharmisensis |
|  |                        |

|  | Quetzalcoatlus northropi        |
|  |                                 |
|  | Quetzalcoatlus lawsoni          |
|  |                                 |
|  | Quetzalcoatlus sp. (FSAC-OB 14) |
|  |                                 |

|  | Mistralazhdarcho maggii      |
|  |                              |
|  | Aerotitan sudamericanus      |
|  |                              |
|  | Arambourgiania philadelphiae |
|  |                              |

|  | Quetzalcoatlus northropi        |
|  |                                 |
|  | Quetzalcoatlus lawsoni          |
|  |                                 |
|  | Quetzalcoatlus sp. (FSAC-OB 14) |
|  |                                 |

|  | Mistralazhdarcho maggii      |
|  |                              |
|  | Aerotitan sudamericanus      |
|  |                              |
|  | Arambourgiania philadelphiae |
|  |                              |

|  | Hatzegopteryx thambema |
|  |                        |
|  | Albadraco tharmisensis |
|  |                        |

|  | Quetzalcoatlus northropi        |
|  |                                 |
|  | Quetzalcoatlus lawsoni          |
|  |                                 |
|  | Quetzalcoatlus sp. (FSAC-OB 14) |
|  |                                 |

|  | Mistralazhdarcho maggii      |
|  |                              |
|  | Aerotitan sudamericanus      |
|  |                              |
|  | Arambourgiania philadelphiae |
|  |                              |

|  | Quetzalcoatlus northropi        |
|  |                                 |
|  | Quetzalcoatlus lawsoni          |
|  |                                 |
|  | Quetzalcoatlus sp. (FSAC-OB 14) |
|  |                                 |

|  | Mistralazhdarcho maggii      |
|  |                              |
|  | Aerotitan sudamericanus      |
|  |                              |
|  | Arambourgiania philadelphiae |
|  |                              |

|  | Hatzegopteryx thambema |
|  |                        |
|  | Albadraco tharmisensis |
|  |                        |

|  | Quetzalcoatlus northropi        |
|  |                                 |
|  | Quetzalcoatlus lawsoni          |
|  |                                 |
|  | Quetzalcoatlus sp. (FSAC-OB 14) |
|  |                                 |

|  | Mistralazhdarcho maggii      |
|  |                              |
|  | Aerotitan sudamericanus      |
|  |                              |
|  | Arambourgiania philadelphiae |
|  |                              |

|  | Quetzalcoatlus northropi        |
|  |                                 |
|  | Quetzalcoatlus lawsoni          |
|  |                                 |
|  | Quetzalcoatlus sp. (FSAC-OB 14) |
|  |                                 |

|  | Mistralazhdarcho maggii      |
|  |                              |
|  | Aerotitan sudamericanus      |
|  |                              |
|  | Arambourgiania philadelphiae |
|  |                              |

|  | Hatzegopteryx thambema |
|  |                        |
|  | Albadraco tharmisensis |
|  |                        |

|  | Quetzalcoatlus northropi        |
|  |                                 |
|  | Quetzalcoatlus lawsoni          |
|  |                                 |
|  | Quetzalcoatlus sp. (FSAC-OB 14) |
|  |                                 |

|  | Mistralazhdarcho maggii      |
|  |                              |
|  | Aerotitan sudamericanus      |
|  |                              |
|  | Arambourgiania philadelphiae |
|  |                              |

|  | Quetzalcoatlus northropi        |
|  |                                 |
|  | Quetzalcoatlus lawsoni          |
|  |                                 |
|  | Quetzalcoatlus sp. (FSAC-OB 14) |
|  |                                 |

|  | Mistralazhdarcho maggii      |
|  |                              |
|  | Aerotitan sudamericanus      |
|  |                              |
|  | Arambourgiania philadelphiae |
|  |                              |

## Levenswijze
Volgens een studie uit 2015 leefde Aralazhdarcho op een kustvlakte bij de Turgaizee profiterend van de voedselrijkdom veroorzaakt door opwellend fosfaatrijk grondwater, een proces versneld door drogende continentale oostenwinden.